# James Maddison
James Daniel Maddison (Coventry, 1996. november 23. –) angol válogatott labdarúgó, a Tottenham Hotspur középpályása.

## Pályafutása

### Klubcsapatokban
Maddison szülővárosának csapatában, a Coventry City-ben kezdte pályafutását. A 2013–14-es szezont megelőzően került fel a felnőtt csapat keretéhez. 2014 augusztusában a Cardiff City elleni Ligakupa-mérkőzésen mutatkozott be a csapatban, míg bajnoki mérkőzésen a Bristol City ellen debütált. 
2014 novemberében három és fél évre szóló szerződést írt alá a klubbal, de a 2014–2015-es szezonból hátralévő mérkőzések nagy részét ki kellett hagynia, miután decemberben hátsérülést szenvedett a Doncaster Rovers elleni találkozón.
2016. február 1-jén a Premier League-ben szereplő Norwich City szerződtette. A Norwich kétszer is kölcsönadta, előbb volt csapatának, majd a a 2016–17-es szezon első felére az Aberdeennek. A skót élvonalban az Inverness elleni mérkőzésen mutatkozott be, a következő fordulóban pedig megszerezte első gólját is a Dundee elleni 3-1-es győztes mérkőzésen. 2016. szeptember 25-én a mérkőzés utolsó perceiben szerzett győztes gólt a Rangers ellen.
Miután visszatért a Norwich-hoz, 2017. április 17-én bemutatkozott a csapatban egy Preston North End elleni bajnoki mérkőzésen. 2017 júniusában új, négyéves szerződést írt alá. Az új edző, Daniel Farke kinevezése után egyre több lehetőséget kapott, majd meghatározó játékosa lett a csapatnak, a 2017–18-as szezon végén pedig a szezon játékosának választották a klubnál és jelölték az év fiatal játékosa címre is a Championshipben.
2018. június 20-án a Premier League-ben szereplő Leicester City igazolta le 20 millió fontért, Maddison pedig ötéves szerződést írt alá. Első gólját az angol élvonalban augusztus 18-án szerezte a Wolverhampton Wanderers ellen 2–0-ra megnyert mérkőzésen.
2023. június 28-án ötéves szerződést írt alá a Tottenham Hotspur csapatával.

### A válogatottban
Először 2016 márciusában hívták meg az angol U21-es válogatottba, de sérülés miatt nem tudott pályára lépni. Végül 2017 novemberében, az ukránok elleni U21-es Európa-bajnoki selejtezőn mutatkozott be a korosztályos csapatban. 2018 októberében a felnőtt csapat keretébe is meghívták.
2019 májusában bekerült az angolok 2019-es U21-es labdarúgó-Európa-bajnokságra nevezett keretébe. A tornán egy gólt szerzett, a horvátok elleni csoportmérkőzésen volt eredményes. Az angolok nem jutottak tovább a csoportjukból.

## Család
Maddison Coventry-ben, West Midlands megyében született, nagyszülei révén ír származású.

## Statisztika
2019. augusztus 28-án frissítve.
| Klub             | Szezon         | Bajnokság            | Bajnokság     | Bajnokság | Országos kupa | Országos kupa | Ligakupa      | Ligakupa | Egyéb         | Egyéb | Összesen      | Összesen |
| Klub             | Szezon         | Bajnokság            | Pályára lépés | Gól       | Pályára lépés | Gól           | Pályára lépés | Gól      | Pályára lépés | Gól   | Pályára lépés | Gól      |
| ---------------- | -------------- | -------------------- | ------------- | --------- | ------------- | ------------- | ------------- | -------- | ------------- | ----- | ------------- | -------- |
| Coventry City    | 2013–14        | League One           | 0             | 0         | 0             | 0             | 0             | 0        | 0             | 0     | 0             | 0        |
| Coventry City    | 2014–15        | League One           | 12            | 2         | 1             | 0             | 1             | 0        | 4             | 0     | 18            | 2        |
| Coventry City    | 2015–16        | League One           | 23            | 3         | 0             | 0             | 1             | 0        | 0             | 0     | 24            | 3        |
| Coventry City    | Összesen       | Összesen             | 35            | 5         | 1             | 0             | 2             | 0        | 4             | 0     | 42            | 5        |
| Norwich City     | 2016–17        | Championship         | 3             | 1         | 0             | 0             | 1             | 0        | —             | —     | 4             | 1        |
| Norwich City     | 2017–18        | Championship         | 44            | 14        | 2             | 0             | 3             | 1        | —             | —     | 49            | 15       |
| Norwich City     | Összesen       | Összesen             | 47            | 15        | 2             | 0             | 4             | 1        | —             | —     | 53            | 16       |
| Norwich City U23 | 2016–17        | —                    | —             | —         | —             | —             | —             | —        | 1             | 1     | 1             | 1        |
| Aberdeen         | 2016–17        | Scottish Premiership | 14            | 2         | —             | —             | 3             | 0        | —             | —     | 17            | 2        |
| Leicester City   | 2018–19        | Premier League       | 36            | 7         | 1             | 0             | 1             | 0        | —             | —     | 38            | 7        |
| Leicester City   | 2019–20        | Premier League       | 6             | 1         | 0             | 0             | 1             | 1        | —             | —     | 7             | 2        |
| Leicester City   | Összesen       | Összesen             | 42            | 8         | 1             | 0             | 2             | 1        | —             | —     | 45            | 9        |
| Karrier összes   | Karrier összes | Karrier összes       | 138           | 30        | 4             | 0             | 11            | 2        | 5             | 1     | 158           | 33       |

## Sikerei, díjai

### Klub
- Leicester City
  - Angol kupa: 2020–21
  - Angol szuperkupa: 2021

- Tottenham Hotspur
  - Európa-liga: 2024–25

### Egyéni
- Az év csapatának tagja: 2017–18, Championship[24]
- Norwich City, év játékosa-díj: 2017–18[12]
- Az év csapatának tagja az English Football League szavazásán: 2017–18[25]